# 菲利克斯·罗德里格斯
菲利克斯·伊斯梅尔·罗德里格斯·蒙迪古蒂亚（英語：Félix Ismael Rodríguez Mendigutia；1941年5月31日—），是美国中央情报局特工，曾参与协助猪湾事件，抓捕处决切·格瓦拉，介入调查伊朗门事件。